# Lista hrabstw w stanie Utah
Lista hrabstw w stanie Utah – stan Utah podzielony jest na 29 hrabstw (counties). Pod względem liczebności jest to stan, który posiada stosunkowo mało hrabstw, znajduje się dopiero na 36 miejscu w USA.

## Lista alfabetyczna
| Hrabstwo   | Kod stat. | Siedziba władz | Rok założenia | Pochodzenie                                                      | Nazwa oryginalna | Liczba ludności (2011) | Powierzchnia (km²) | Położenie na mapie stanu |
| ---------- | --------- | -------------- | ------------- | ---------------------------------------------------------------- | --- | ---------------------- | ------------------ | ------------------------ |
| Beaver     | 001       | Beaver         | 1856          | Wydzielony z hrabstwa Iron                                       | Ze względu na obfitość bobrów (ang. beaver) na terenie hrabstwa                                                                                                | 6594                   | 6708               |                          |
| Box Elder  | 003       | Brigham City   | 1856          | Wydzielony z hrabstwa Weber                                      | Ze względu na obfitość klonów jesionolistnych (ang. Box elder) na terenie hrabstwa                                                                             | 50 290                 | 14882              |                          |
| Cache      | 005       | Logan          | 1857          | Wydzielony z hrabstwa Weber                                      | Ze względu na obfitość schowków (ang. cache) budowanych przez kompanię zajmująca się zbieraniem futer zwierząt (Rocky Mountain Fur Company) w latach 1775-1832 | 114 699                | 3017               |                          |
| Carbon     | 007       | Price          | 1894          | Wydzielony z hrabstwa Emery                                      | Od pokładów węgla (ang.carbon) znajdujących się na terenie hrabstwa                                                                                            | 21 318                 | 3829               |                          |
| Daggett    | 009       | Manila         | 1919          | Wydzielony z hrabstwa Uintah                                     | Od nazwiska Ellsworth Daggett (1810–1880), pierwszego geodety Utah                                                                                             | 1 156                  | 1805               |                          |
| Davis      | 011       | Farmington     | 1850          | Oryginalny stan ze Stanu Pustynnego, poprzednika Terytorium Utah | Od nazwiska Daniel C. Davis, kapitana Batalionu Mormońskiego w wojnie amerykańsko-meksykańskiej                                                                | 311 811                | 774                |                          |
| Duchesne   | 013       | Duchesne       | 1913          | Wydzielony z hrabstwa Wasatch                                    | Od nazwy fortu Duchesne z brytyjskiej wojna z Indianami i Francuzami z lat 1754–1763                                                                           | 18 888                 | 8 394              |                          |
| Emery      | 015       | Castle Dale    | 1880          | Wydzielony z hrabstwa Sanpete                                    | Od nazwiska George W. Emery (1830–1909), jedenastego gubernatora Terytorium Utah                                                                               | 10 944                 | 11 557             |                          |
| Garfield   | 017       | Panguitch      | 1882          | Wydzielony z hrabstwa Iron                                       | Od nazwiska James A. Garfield (1831–1881), dwudziestego prezydenta USA                                                                                         | 5 144                  | 13 403             |                          |
| Grand      | 019       | Moab           | 1890          | Wydzielony z hrabstwa Emery                                      | Od pierwotnej nazwy rzeki Kolorado (ang. Grand River) | 9 325                  | 9 510              |                          |
| Iron       | 021       | Parowan        | 1850          | Oryginalny stan ze Stanu Pustynnego, poprzednika Terytorium Utah | Od kopalni rud żelaza (ang. iron) leżącej niedaleko Cedar City                                                                                                 | 46 740                 | 8 538              |                          |
| Juab       | 023       | Nephi          | 1852          | Oryginalny stan ze Terytorium Utah, poprzednika Utah             | Od indiańskich słów oznaczających dolina pragnienia | 10 335                 | 8 786              |                          |
| Kane       | 025       | Kanab          | 1864          | Wydzielony z hrabstwa Washington                                 | Od Thomas L. Kane’a oficera i prawnika który wstawiał się za mormonami w ich staranich o osadnictwo w Utah                                                     | 7 257                  | 10 335             |                          |
| Millard    | 027       | Fillmore       | 1851          | Oryginalny stan ze Terytorium Utah, poprzednika Utah             | Od nazwiska Millarda Fillmore’a trzynastego prezydenta USA | 12 645                 | 17 023             |                          |
| Morgan     | 029       | Morgan         | 1862          | Wydzielony z hrabstwa Davis                                      | Od nazwiska Jedediaha Morgana Granta przywódcy Kościoła Jezusa Chrystusa Świętych w Dniach Ostatnich                                                           | 9 685                  | 1 578              |                          |
| Piute      | 031       | Junction       | 1865          | Wydzielony z hrabstwa Beaver                                     | Od nazwy Indian Pajutów | 1 497                  | 1 963              |                          |
| Rich       | 033       | Randolph       | 1864          | Wydzielony z hrabstwa Cache                                      | Od nazwiska Charlesa Richa przywódcy Kościoła Jezusa Chrystusa Świętych w Dniach Ostatnich                                                                     | 2 303                  | 2 665              |                          |
| Salt Lake  | 035       | Salt Lake City | 1849          | Oryginalny stan ze Stanu Pustynnego, poprzednika Terytorium Utah | Od nazwy jeziora Salt Lake największego jeziora endoreicznego półkuli zachodniej                                                                               | 1 048 985              | 1 923              |                          |
| San Juan   | 037       | Monticello     | 1880          | Wydzielone z hrabstwa Kane, Iron, Piute                          | Od nazwy rzeki San Juan, płynącej w Utah wyłącznie w tym hrabstwie                                                                                             | 14 825                 | 20 254             |                          |
| Sanpete    | 039       | Manti          | 1849          | Oryginalny stan ze Stanu Pustynnego, poprzednika Terytorium Utah | Prawdopodobnie od nazwiska jednego z wodzów Indian Ute - San Pitch                                                                                             | 27 988                 | 4 118              |                          |
| Sevier     | 041       | Richfield      | 1862          | Wydzielony z hrabstwa Sanpete                                    | Od nazwy rzeki Sevier, najdłuższej rzeki stanu | 20 971                 | 4 949              |                          |
| Summit     | 043       | Coalville      | 1854          | Wydzielony z hrabstw Salt Lake i Green Rivers                    | Najwyżej położone hrabstwo (ang. Summit - wierzchołek), w którym jest 39 najwyższych szczytów stanu                                                            | 37 594                 | 4 874              |                          |
| Tooele     | 045       | Tooele         | 1849          | Oryginalny stan ze Stanu Pustynnego, poprzednika Terytorium Utah | Prawdopodobnie od nazwiska jednego z wodzów Indian Goshute - Tuilla                                                                                            | 59 326                 | 18 874             |                          |
| Uintah     | 047       | Vernal         | 1880          | Wydzielony z hrabstwa Wasatch                                    | Od nazwy grupy Indian Ute, którzy żyli na terenie hrabstwa | 33 163                 | 11 603             |                          |
| Utah       | 049       | Provo          | 1849          | Oryginalny stan ze Stanu Pustynnego, poprzednika Terytorium Utah | Od hiszpańskiej nazwy Indian Ute | 530 499                | 5 188              |                          |
| Wasatch    | 051       | Heber City     | 1862          | Wydzielony z hrabstw Utah i Sanpete                              | Od słów Indian Ute oznaczających przełęcz | 24 417                 | 3 046              |                          |
| Washington | 053       | St. George     | 1852          | Oryginalny stan ze Terytorium Utah, poprzednika Utah             | Od nazwiska George Washingtona pierwszego prezydenta Stanów Zjednoczonych                                                                                      | 141 666                | 6 284              |                          |
| Wayne      | 055       | Loa            | 1892          | Wydzielony z hrabstwa Piute                                      | Od nazwiska Wayne Robinsona, który zginął w podróży na posiedzenie władz stanu Utah                                                                            | 2 737                  | 6 373              |                          |
| Weber      | 057       | Ogden          | 1849          | Oryginalny stan ze Stanu Pustynnego, poprzednika Terytorium Utah | Od nazwy rzeki Weber, wpływającej do Wielkiego Jeziora Słonego                                                                                                 | 234 420                | 1 492              |                          |